# Kleinlützel
Kleinlützel (frz. Petit-Lucelle) ist eine politische Gemeinde im Bezirk Thierstein des Kantons Solothurn in der Schweiz. Zum Gemeindegebiet gehören auch die Weiler Huggerwald und Ring.

## Geografie

Luftbild aus 300 m von Walter Mittelholzer (1922)

Das Gebiet der Gemeinde Kleinlützel bildet eine durch das basellandschaftliche Laufental vom restlichen Solothurner Kantonsgebiet abgetrennte Exklave am Ufer des Flüsschens Lützel an der Grenze zu Frankreich. Ein Dreikantoneeck zu den Kantonen Basel-Landschaft und Jura findet sich beim Hochtälchen Surtel. ().
Von der Gemeindefläche entfielen 2014 5 % auf Siedlungen, 59 % auf Wald und Gehölze, 35 % auf Landwirtschaft und etwas weniger als 1 % auf unproduktives Land.

## Geschichte
Die älteste Behausung im Gemeindebann von Kleinlützel gehört dem neolithischen Zeitalter (3000–1800 v. Chr.) an. Es handelt sich um die Blauenstein-Felsenhöhle, die nördlich des Dorfes am südlichen Fuss des Blauensteins liegt. In dieser steinzeitlichen Behausung wurden von Archäologen ein geschliffenes Steinbeil sowie ein Schmuckgegenstand gefunden.
Spuren der römischen Herrschaft (125 vor bis 400 n. Chr.) wurden auf Kahl, zwischen der Rämelweide und den Kahlmatten festgestellt, wo mit grosser Wahrscheinlichkeit eine römische Ansiedlung oder wenigstens eine Werkstätte gestanden hat. Dies wird bestätigt durch das Vorhandensein römischer Verbindungswege zwischen Kleinlützel und Blauenstein und Burg sowie von Roggenburg über Kleinlützel auf den Kahl nach Röschenz.
Fundgegenstände und Reste von Gräbern aus der germanischen Zeit weisen darauf hin, dass im Gemeindebann eine alemannische Siedlung existiert haben muss. Die Alemannen kamen im Jahre 416 n. Chr. unter die Oberhoheit der Franken, die ebenfalls ein deutscher Volksstamm waren und schon den Dorfnamen Kleinlützel aufführten.
Aus dem Mittelalter stammt die Ruine Blauenstein, die nördlich von Kleinlützel auf einer schmalen Felsgrate liegt. Über die Erbauung des Schlosses ist nichts bekannt. Da es am Übergang eines wichtigen römischen Passes über die Blauenbergkette stand, könnte man auf römische Ursprünge zurückgreifen. Das Schloss wurde 1411 zerstört und nicht mehr aufgebaut.
1136 wurde im Gebiet des heutigen „Klösterli“ ein kleines Frauenkloster mit dem Namen Minor Lucella gegründet. Es war dem Abt von (Gross-)Lützel unterstellt. Noch im 12. Jahrhundert wurde das Kloster den Augustiner-Chorherren übergeben. Erst 1486 wurde es wieder ein Schwesternkloster mit Augustiner-Chorfrauen. Sie kamen aus dem pfälzischen Kloster Fischbach im Bistum Worms. Im Schwabenkrieg (1499) und bei den Bauernunruhen litt das Kloster stark. Heute sind noch Kapelle und Ökonomiegebäude erhalten.
1527 kaufte Solothurn Kleinlützel mit dem umliegenden Gebiet und integrierte dieses in seine Vogtei Thierstein, die bis 1798 bestand und einen einheitlichen Gerichtskreis bildete. Die Pfarrpfründe zu Kleinlützel hatten offenbar die Thiersteiner inne, dann Lützel, bis sie 1646 ebenfalls von Solothurn erworben wurde.
2003 bis 2008 erhielt die Gemeinde nationales mediales Interesse aufgrund eines Konflikts zwischen dem Pfarrer Franz Sabo und Bischof Kurt Koch. In den Konflikt, der auch die Nachbargemeinde Röschenz betraf, waren ferner die örtliche Gemeindehelferin Schwester Maria Romer und das Kloster Mariastein in der benachbarten Gemeinde Metzerlen involviert.

## Wappen
Blasonierung
In Gelb blauer Wellenbalken, überhöht von rotem fünfstrahligem Stern

## Sehenswürdigkeiten
- Remelturm
- Ruine der Burg Blauenstein

## Persönlichkeiten
- Albert Borer (1910–2004), Grafiker, heimatberechtigt in Kleinlützel
- Edgar Buchwalder (1916–2009), Radsportler, geboren in Kleinlützel
- Hermann Dietler (1839–1924), heimatberechtigt in Kleinlützel
- Daniel Gaemperle (* 1954), Künstler, lebt in Kleinlützel und Alignan-du-Vent
- Michail Schischkin (* 1961), Schriftsteller, lebt in Kleinlützel
- Otto Stich (1927–2012), Bundesrat, heimatberechtigt in Kleinlützel und Dornach SO

## Bilder

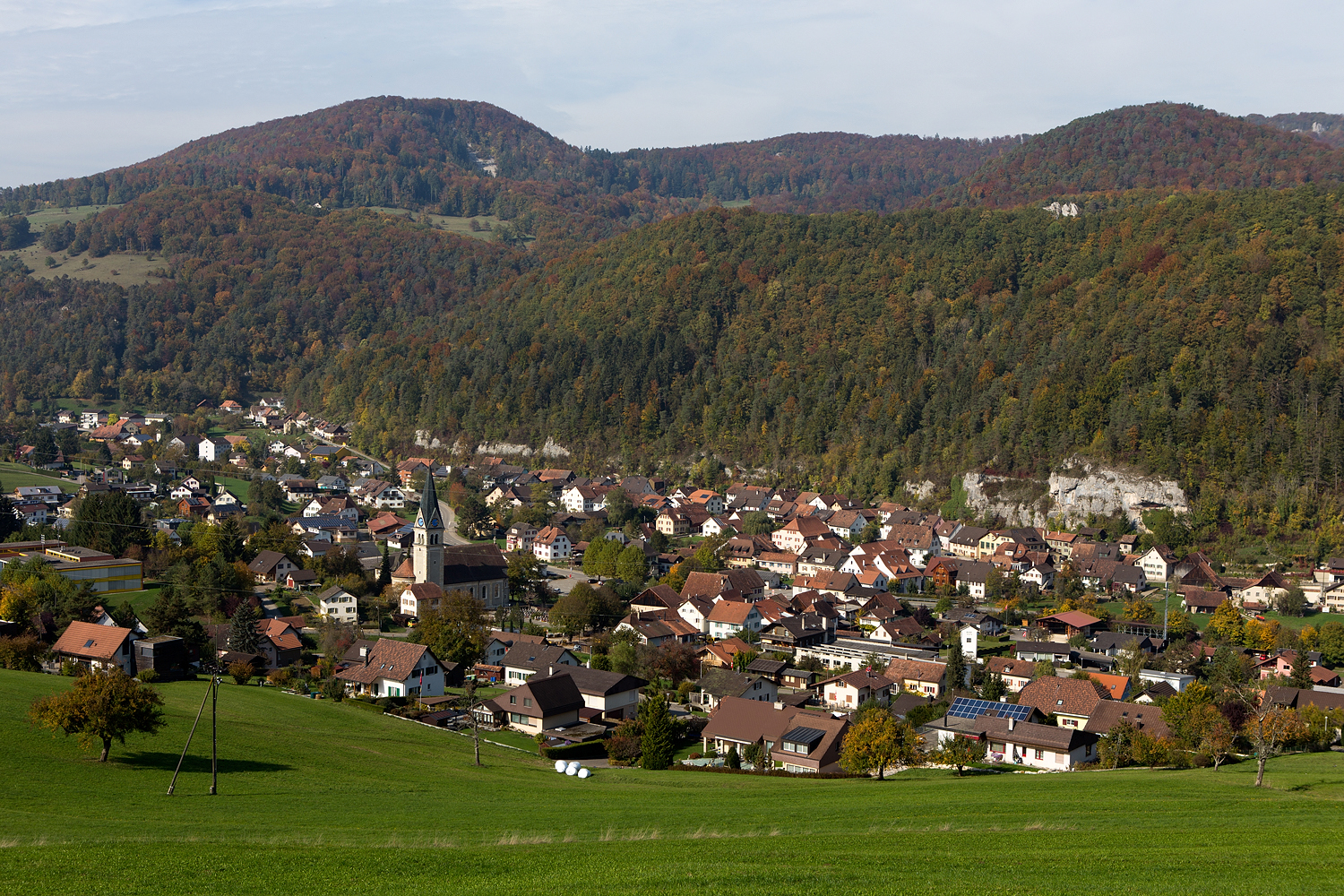
Sicht auf Kleinlützel
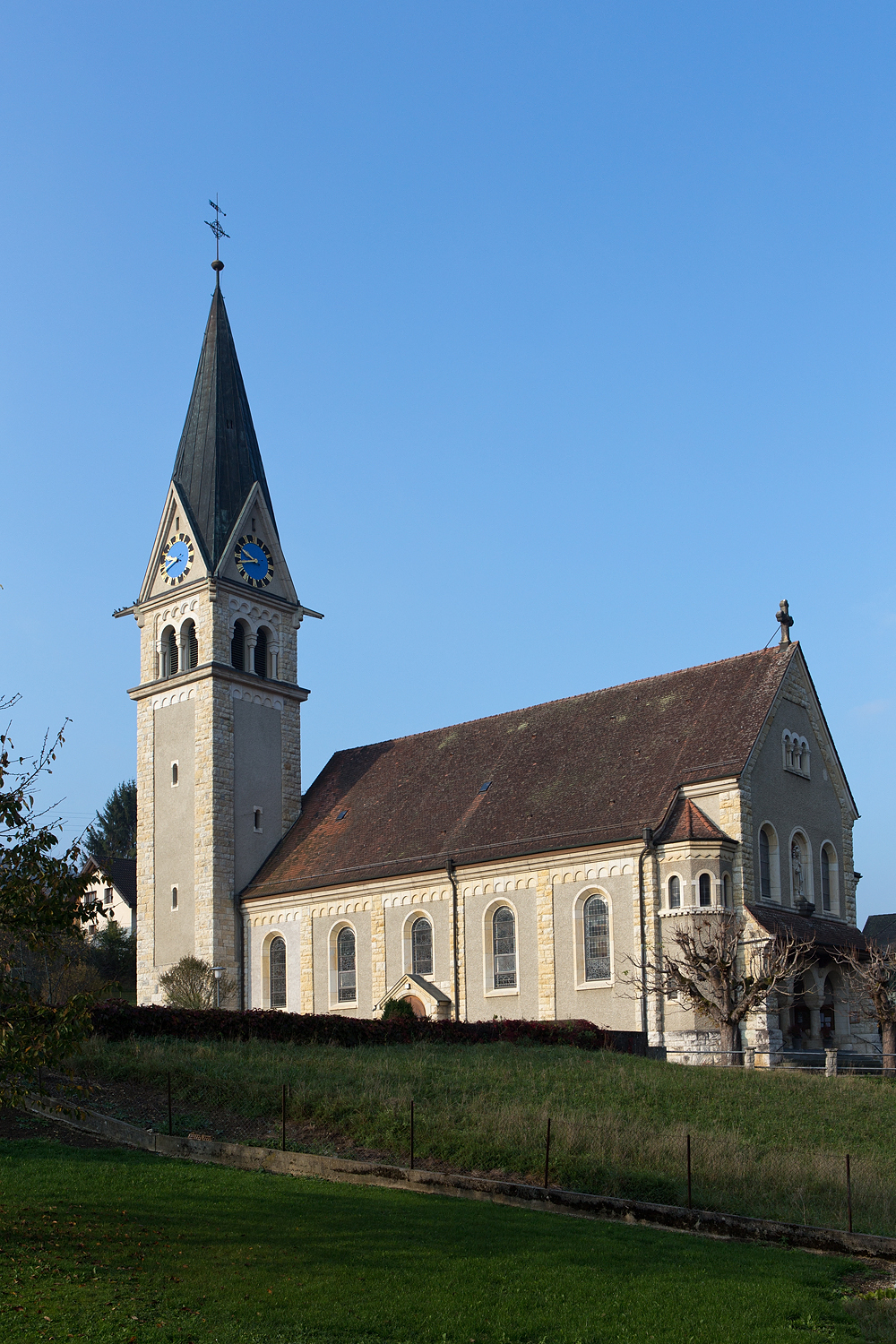
Katholische Kirche
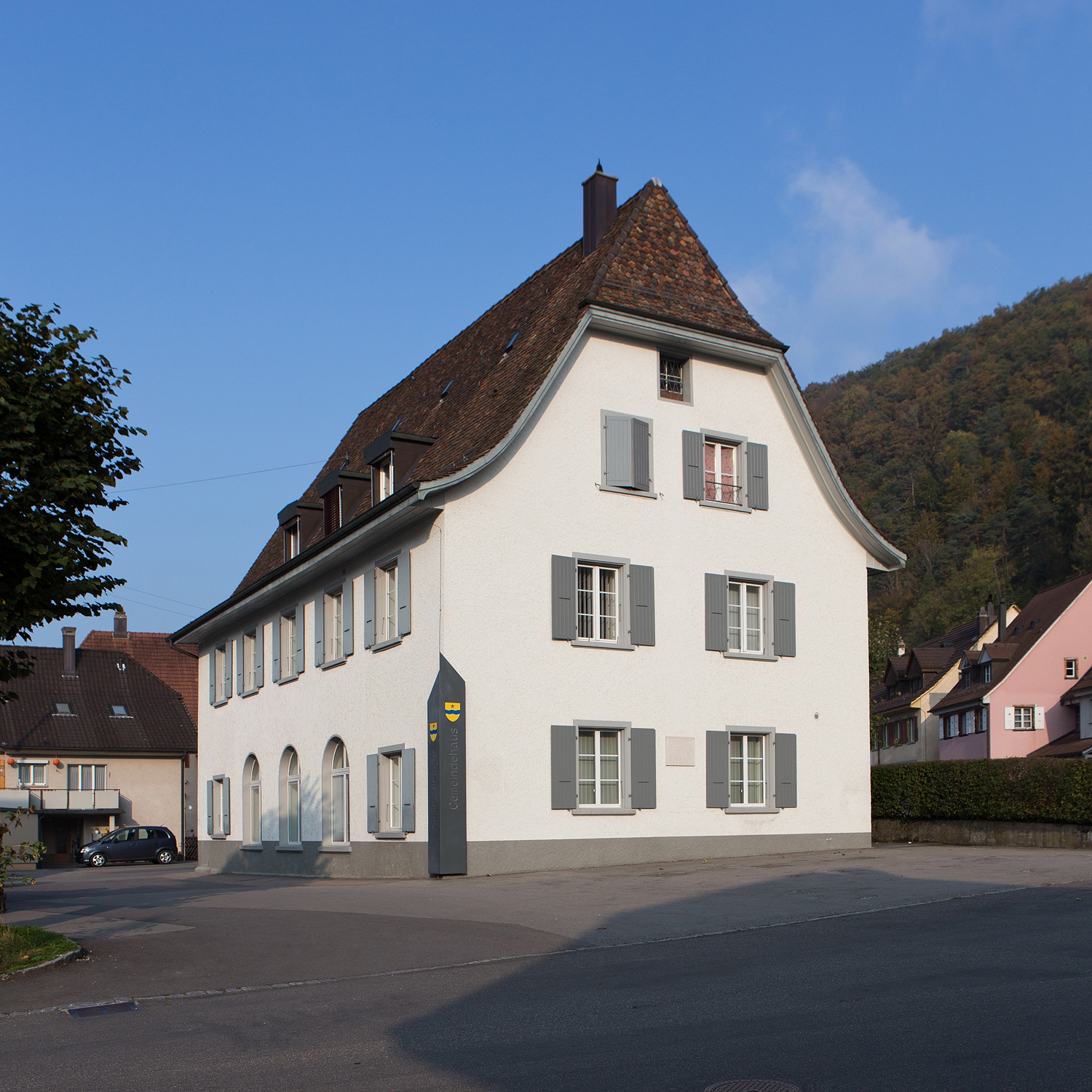
Gemeindehaus
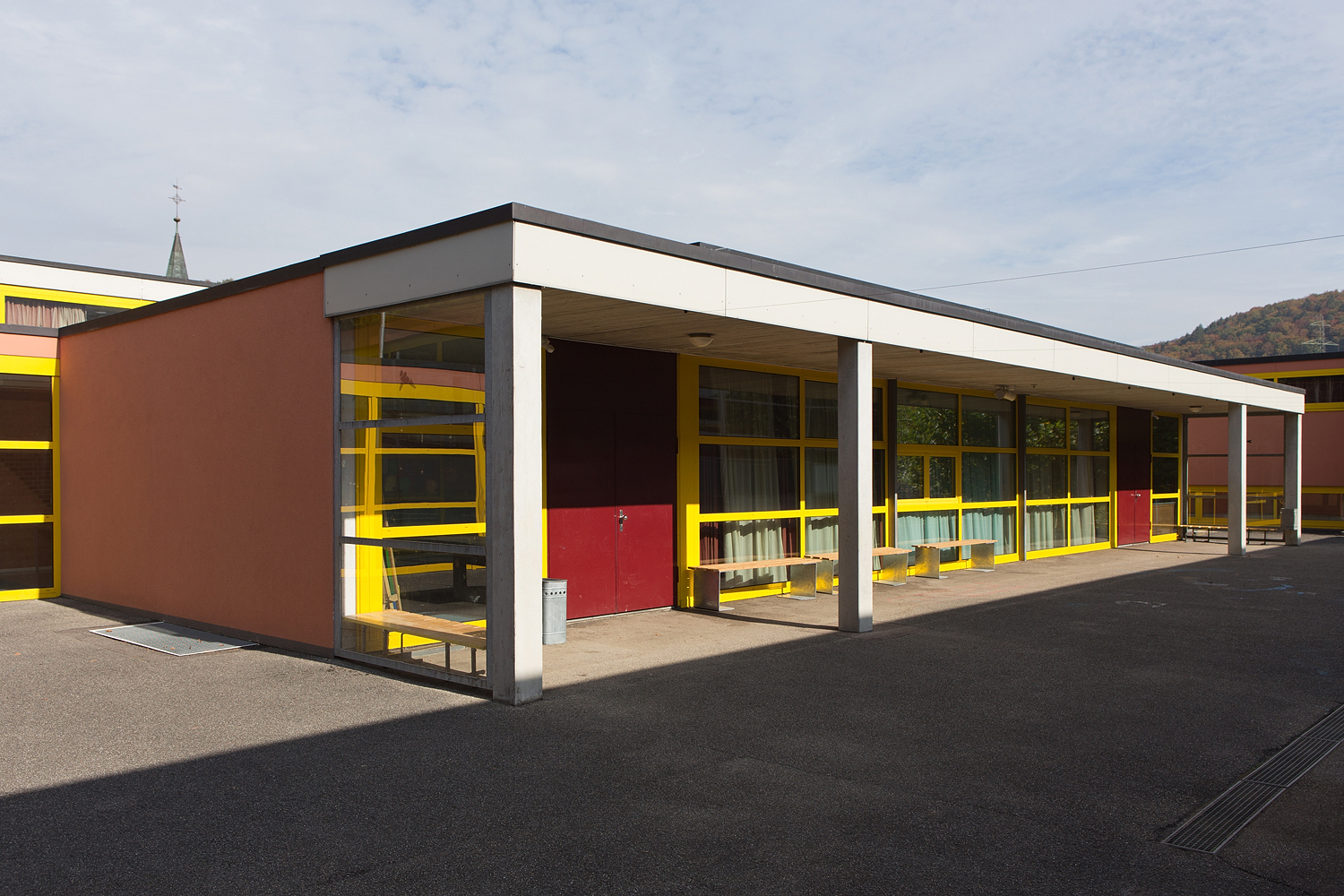
Schulhaus Eich
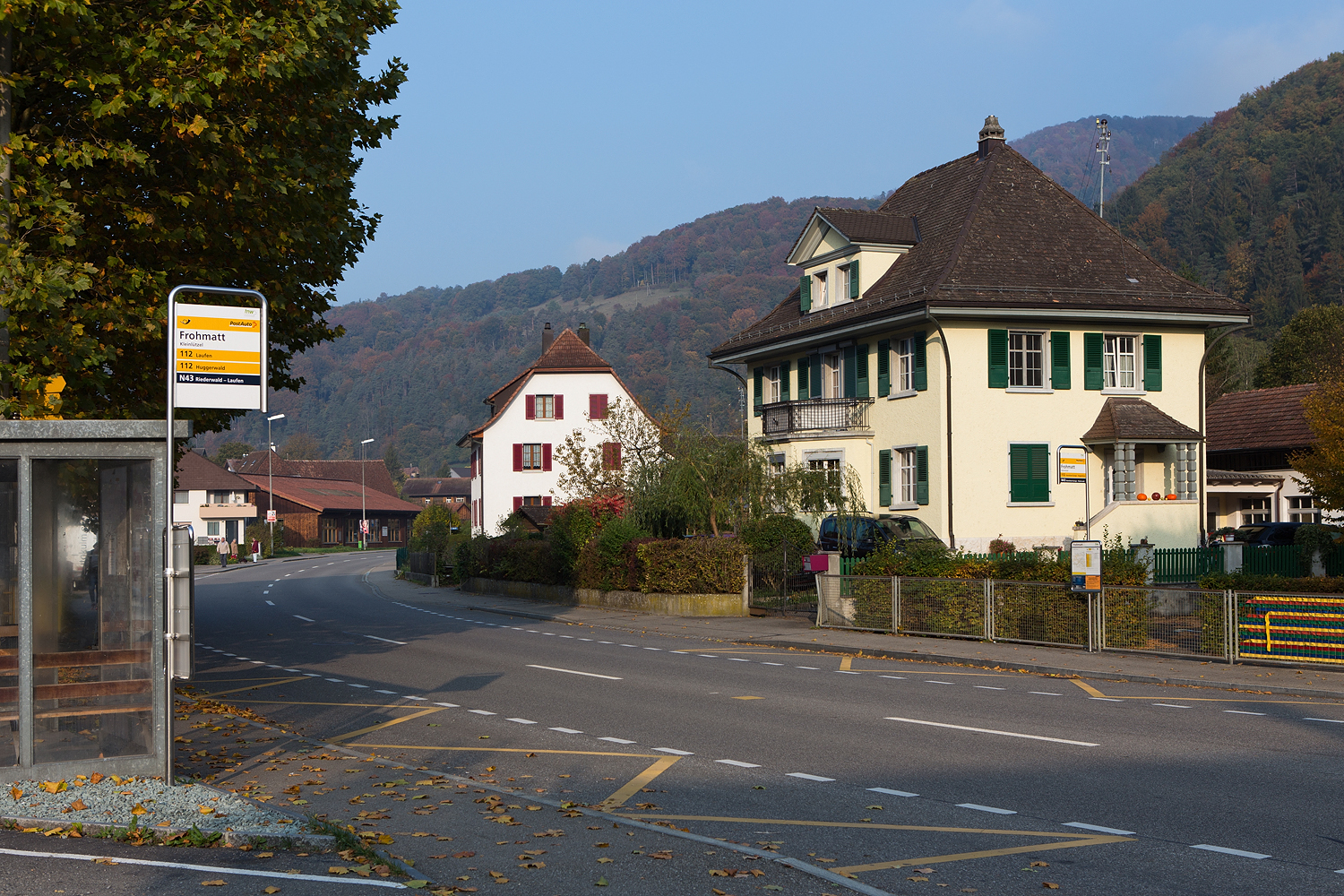
Frohmatt
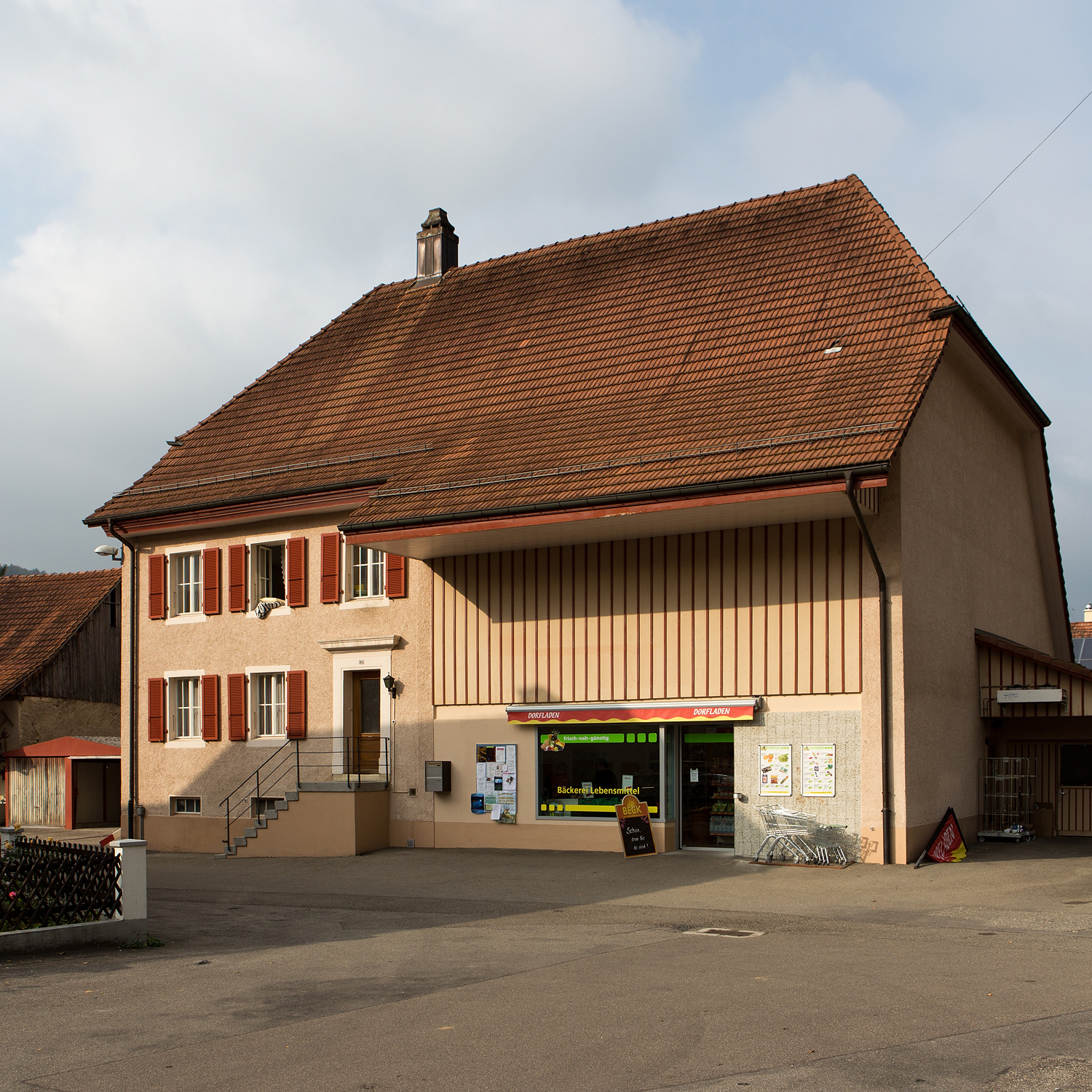
Dorfladen
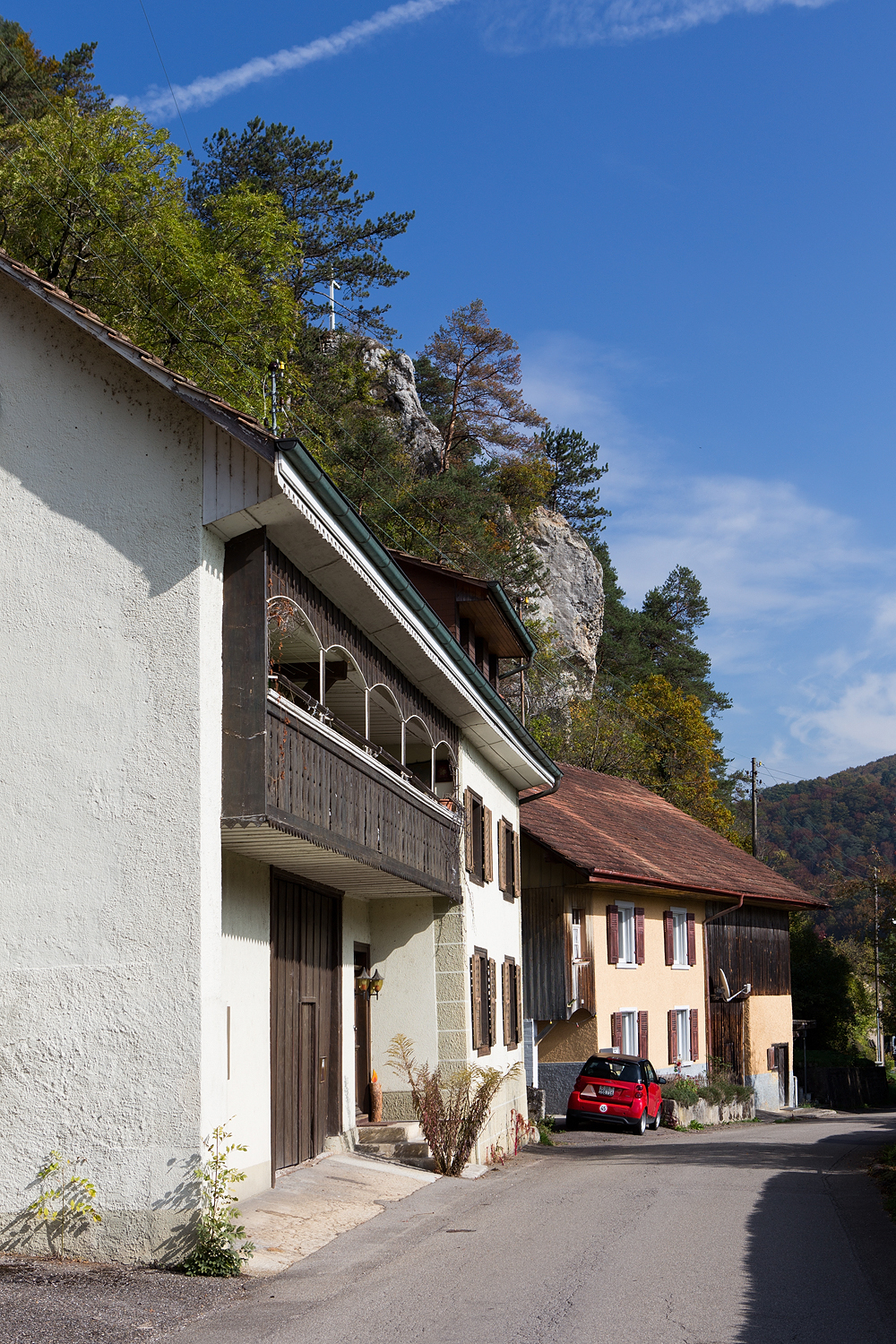
Dorfstrasse
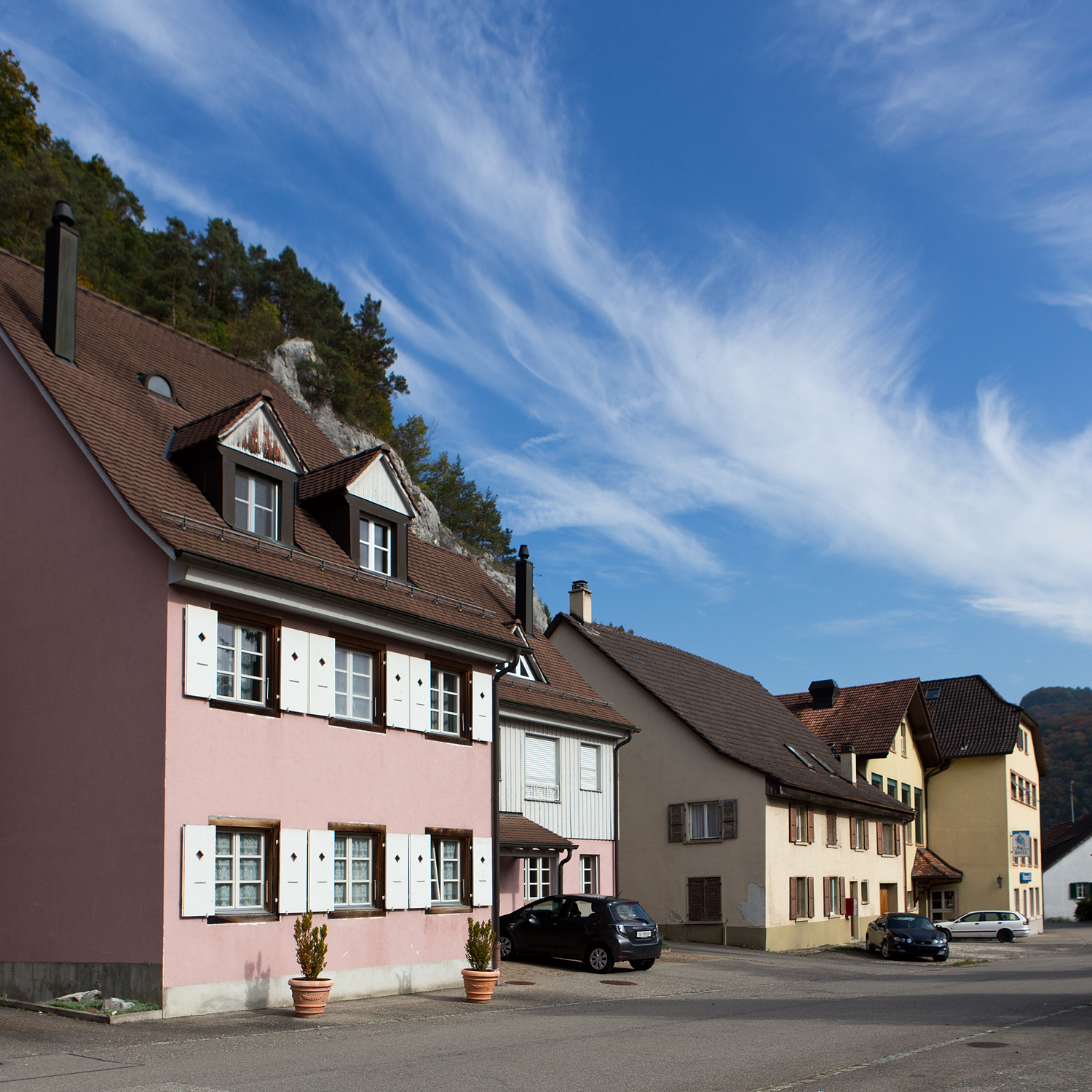
Dorfstrasse
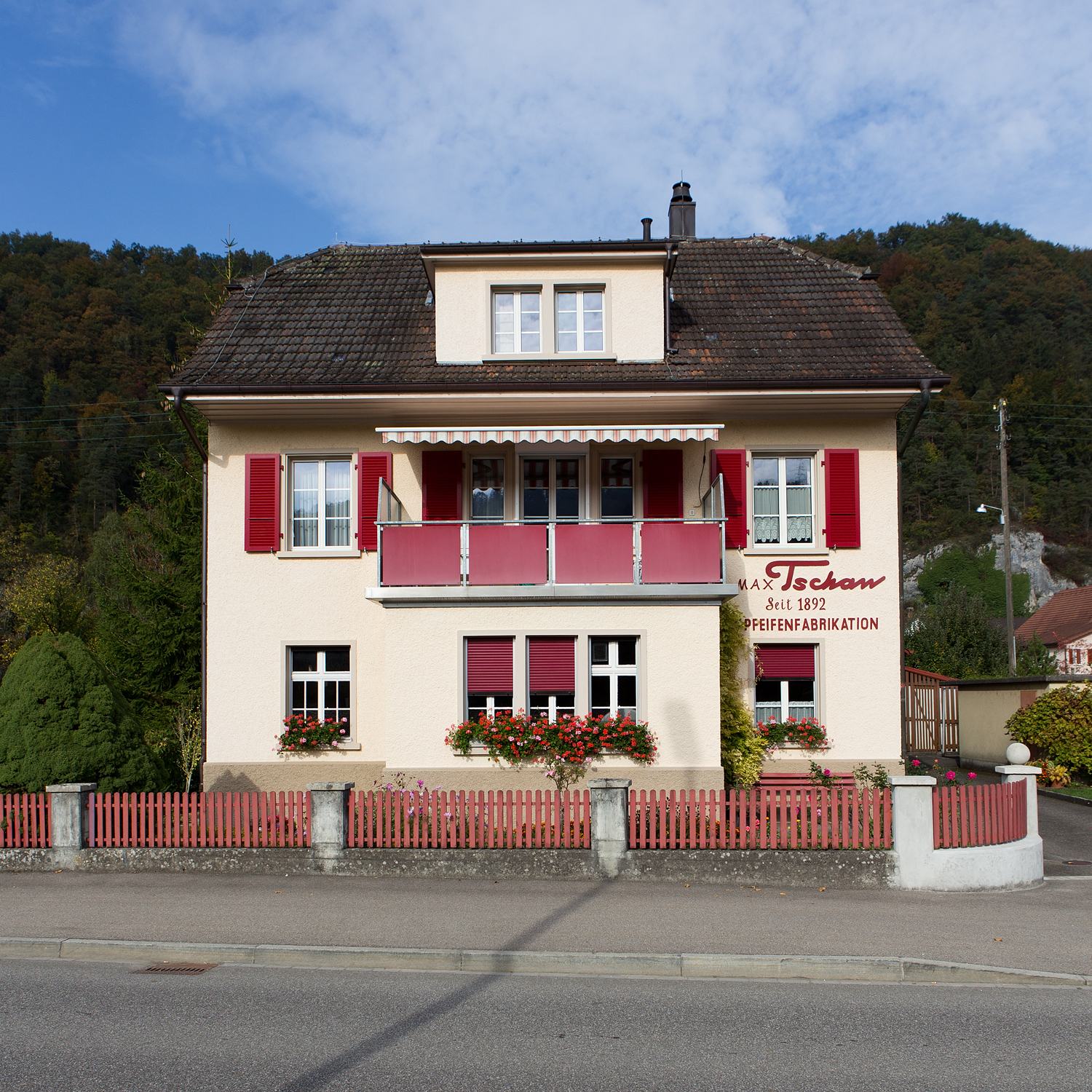
Büro Pfeifenmuseum Tschan
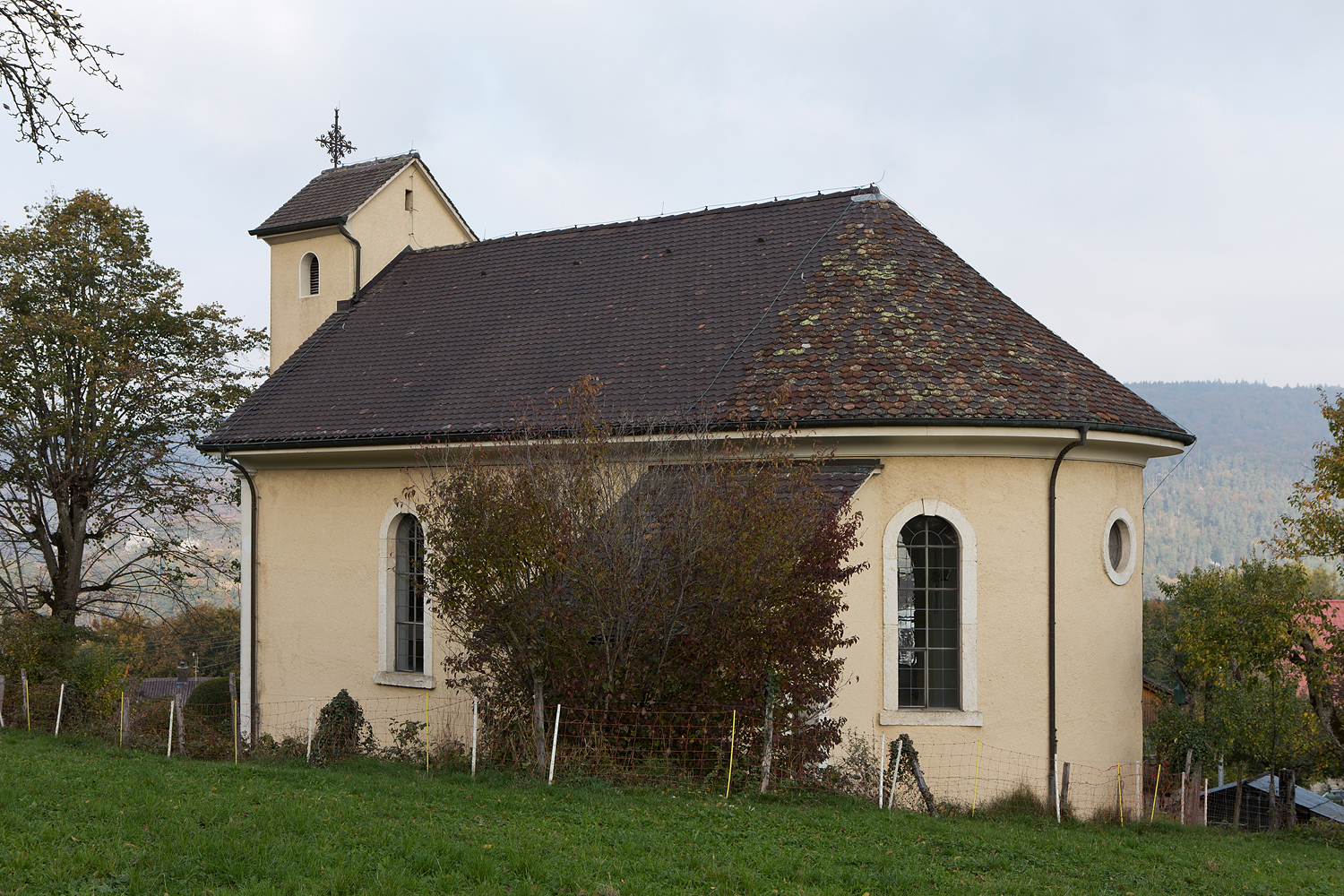
Kapelle St. Wendelin in Huggerwald
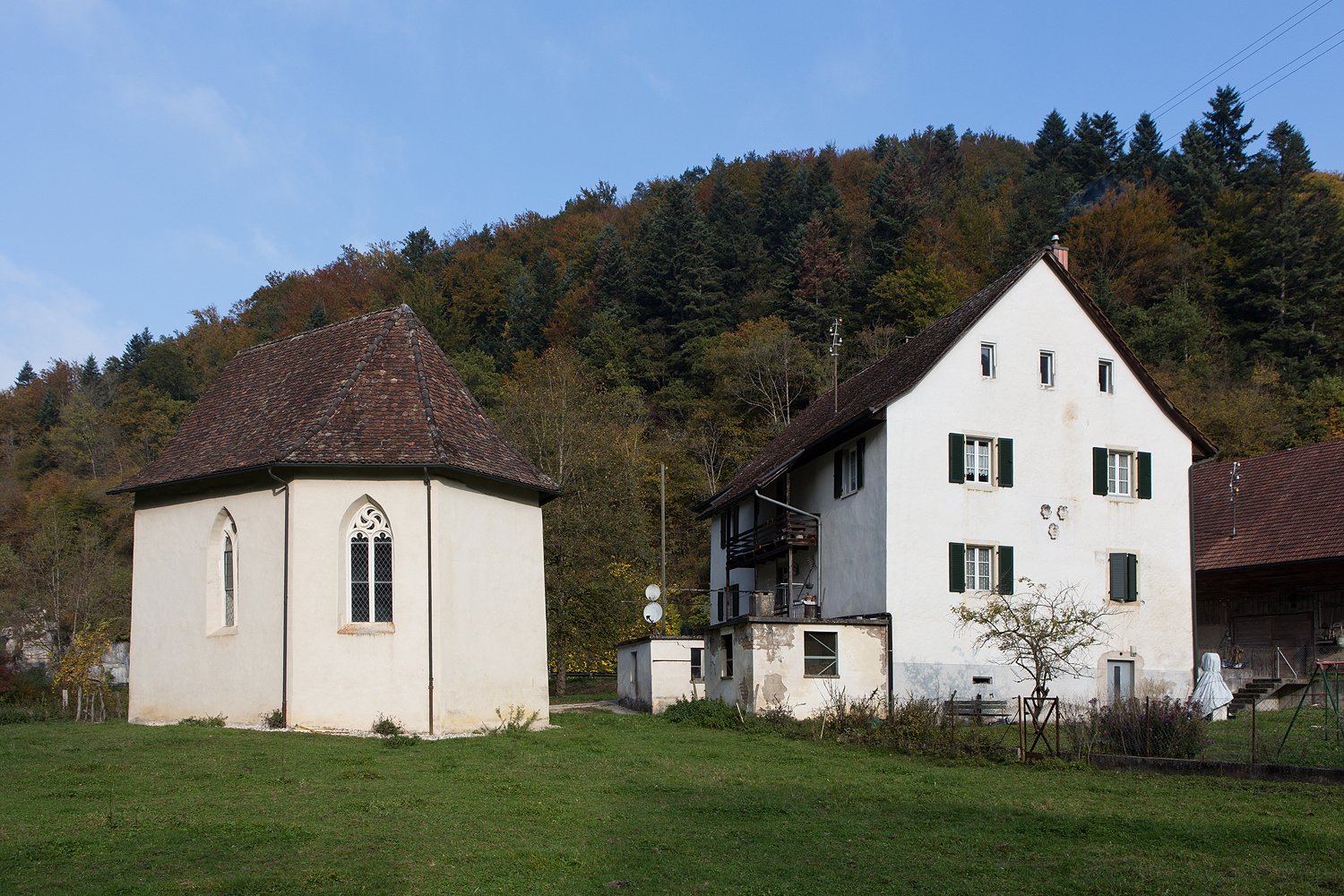
Kapelle St. Josef und Oekonomiegebäude Klösterli
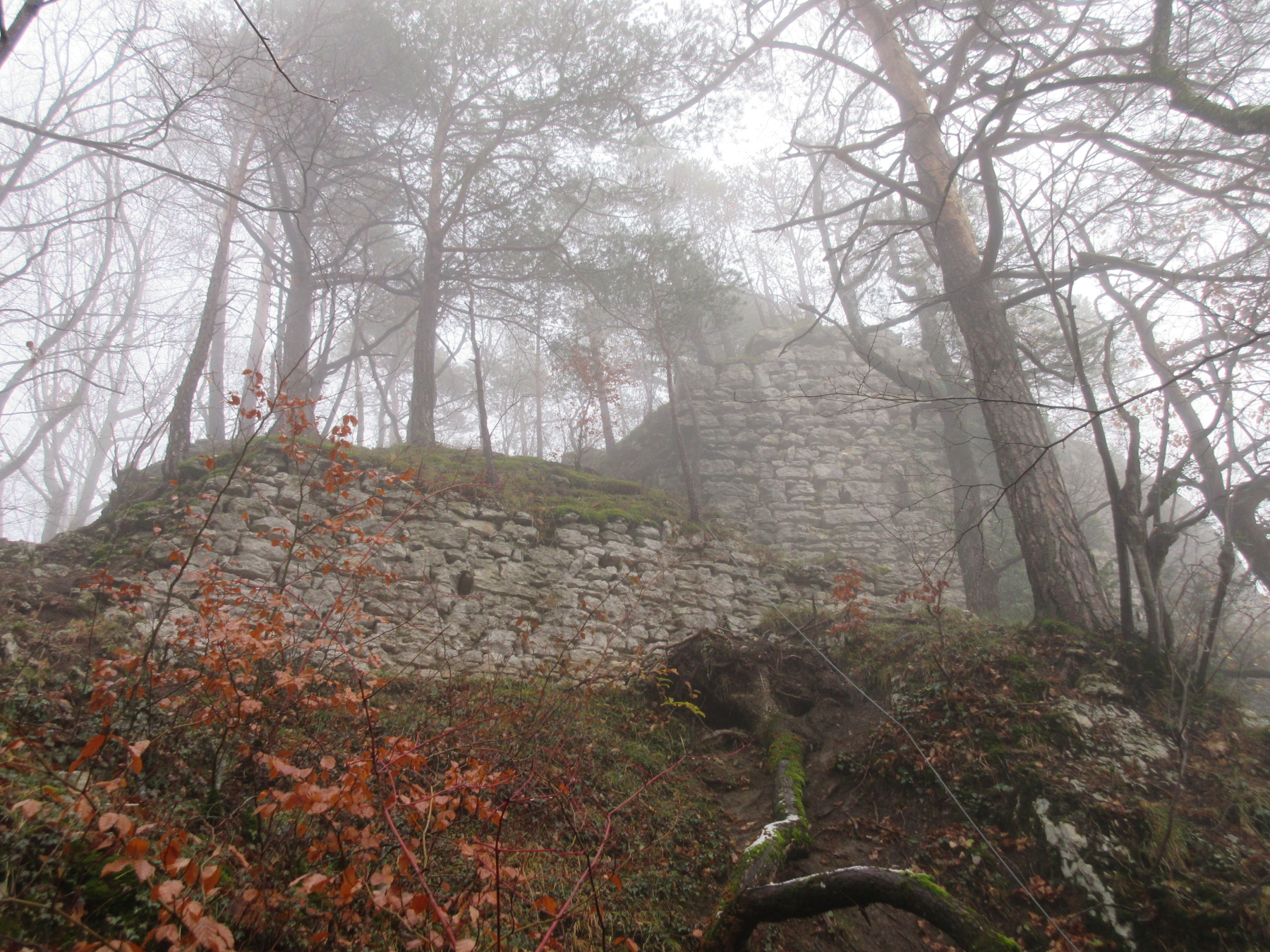
Ruine Blauenstein nördlich des Dorfes